# 伊朗—敘利亞關係
伊朗－敘利亞關係，是指伊朗伊斯蘭共和國與敘利亞阿拉伯共和國之間的雙邊關係。敘利亞獨立後與當時的巴列維伊朗建交，但直到阿拉維派上台後，兩國才成為戰略盟友，敘利亞復興黨政權通常被認為是伊朗“最親密的盟友”，即使敘利亞的世俗主義執政黨敘利亞復興黨的阿拉伯民族主義意識形態與伊朗伊斯蘭共和國的泛伊斯蘭主義政策之間存在意識形態衝突。自兩伊戰爭以來，伊朗和敘利亞即建立戰略聯盟，當時敘利亞站在非阿拉伯主義的伊朗一邊反對鄰國－由伊拉克復興黨統治的伊拉克。兩國皆對當時的伊拉克總統薩達姆·海珊懷有共同敵意，並協調反對美國和以色列。直至2024年12月8日阿薩德政權垮台。
敘利亞與伊朗合作，向包括黎巴嫩的真主黨和巴勒斯坦的哈馬斯運送武器。美國、英國和加拿大已將伊朗和敘利亞指定為恐怖主義的國家支持者，部分原因是對真主黨的支持。敘利亞內戰期間，伊朗與俄羅斯一起進行了“廣泛、昂貴和全面的武力支援，以確保敘利亞總統巴沙爾·阿薩德的政權”。伊朗、敘利亞復興黨政權、伊拉克和俄羅斯共組成了一個反恐聯盟，總部設在敘利亞首都大馬士革。阿薩德政權的垮台被認為是伊朗「抵抗軸心」的巨大損失。

## 歷史概述

### 古代史
西元前539年，波斯帝國阿契美尼德王朝的居魯士大帝將敘利亞作為其帝國的一部分，被稱為埃伯-納里。波斯帝國的統治一直持續到亞歷山大大帝在公元前333年至332年征服了該地區。後來，薩珊帝國的霍斯劳二世在公元609年至628年期間成功控制了包括敘利亞在內的地區。

### 1979年之前
1946年敘利亞獨立後，伊朗王國在敘利亞設立了領事館。特別是在被兩國視為敵人的伊拉克復興黨政權成立以來，即使彼此對執政當局的理念不同，兩國仍維持良好合作關係。這種關係的重要例子包括伊朗支持聯合國安理會第316號決議，敦促以色列釋放在黎巴嫩被捕的五名敘利亞軍官，以及哈菲茲·阿薩德於1975年對德黑蘭的四天國事訪問以及簽署兩國的合作協議。
然而，在1970年代後期兩伊關係改善後，哈菲茲·阿薩德表達了對伊朗持不同政見者的支持，通過他們在國外的聯繫方式聯繫反對派團體，如穆斯塔法·查姆蘭和穆薩·薩德爾，並承諾協助訓練伊朗革命游擊隊以推翻沙阿穆罕默德·禮薩·巴列維。

### 1979－1990年的關係
伊朗與敘利亞的關係在1979年伊朗伊斯蘭革命後有所改善。由於埃以和約，敘利亞與埃及的戰略聯盟約於同一時間結束。革命後的伊朗為敘利亞總統哈菲茲·阿薩德提供了一個機會，可以為敘利亞與鄰近敵國以色列和伊拉克之間找到新的平衡點。與此同時，伊朗新任最高領導人阿亞圖拉·魯霍拉·霍梅尼將敘利亞視為通往黎巴嫩什葉派社區的渠道。穆斯塔法·查姆蘭成為霍梅尼的貼身顧問，透過其曾在黎巴嫩作戰、曾主張伊朗與阿薩德結盟，以增加伊朗在黎巴嫩南部的影響力。
伊朗和敘利亞政府之間的關係有時被描述為抵抗軸心。敘利亞是第一個阿拉伯國家，也是繼蘇聯和巴基斯坦之後第三個承認伊朗伊斯蘭共和國政權的國家。具體來說，敘利亞於1979年2月12日正式承認伊斯蘭共和國。然而，哈菲兹·阿薩德在霍梅尼在世時並未訪問伊朗，因為阿亞圖拉並不認為哈菲茲·阿薩德是真正的穆斯林。阿薩德家族包括哈菲茲和其子巴沙爾本人在內的敘利亞領導高層主要信仰什葉派的分支阿拉維派。然而，兩國關係並不賴於宗教因素，因敘利亞是一個世俗國家，而伊朗是一個伊斯蘭共和國。反之，兩國的關係是建立在共同的政治和戰略點之上。
伊朗-敘利亞聯盟的第一個主要戰線之一是伊拉克。兩伊戰爭期間，敘利亞站在非阿拉伯國家的伊朗一邊對抗伊拉克，被沙特阿拉伯和部分阿拉伯國家孤立，利比亞、黎巴嫩、阿爾及利亞、蘇丹和阿曼是例外。作為伊朗在戰爭期間為數不多的阿拉伯盟友之一，敘利亞關閉了伊拉克的一條石油管道（基爾庫克-巴尼亞斯管道），以剝奪伊拉克人的收入。敘利亞還對伊朗人進行導彈技術培訓，並在1986年至1988年間向伊朗提供飛毛腿B導彈，作為伊朗對敘利亞戰爭支持的回報。伊朗在整個1980年代向敘利亞提供了數百萬桶免費和打折的石油。此外，霍梅尼在對1982年敘利亞發生哈馬大屠殺的譴責中也有所節制。
兩國合作的第二個主要領域是黎巴嫩內戰期間的黎巴嫩。伊朗伊斯蘭革命衛隊在敘利亞的協助下，建立並訓練了真主黨組織，以傳播霍梅尼的意識形態並擊退1982年以色列對黎巴嫩南部的入侵。伊朗和敘利亞將真主黨視為對抗以色列的有用槓桿，以及在黎巴嫩事務中建立更大影響力的一種方式。
伊朗和敘利亞在政策上偶爾會出現分歧。在1980年代中後期，敘利亞繼續支持黎巴嫩的非伊斯蘭什葉派阿迈勒运动，儘管伊朗試圖最大限度地發揮真主黨在黎巴嫩什葉派中的權力。儘管伊朗對美國領導的將薩達姆·海珊逐出科威特的干預深感矛盾，敘利亞參加了對伊拉克作戰的國家聯盟。儘管如此，這些分歧從未威脅到破壞兩國關係。

### 1990年代－2000年代的關係

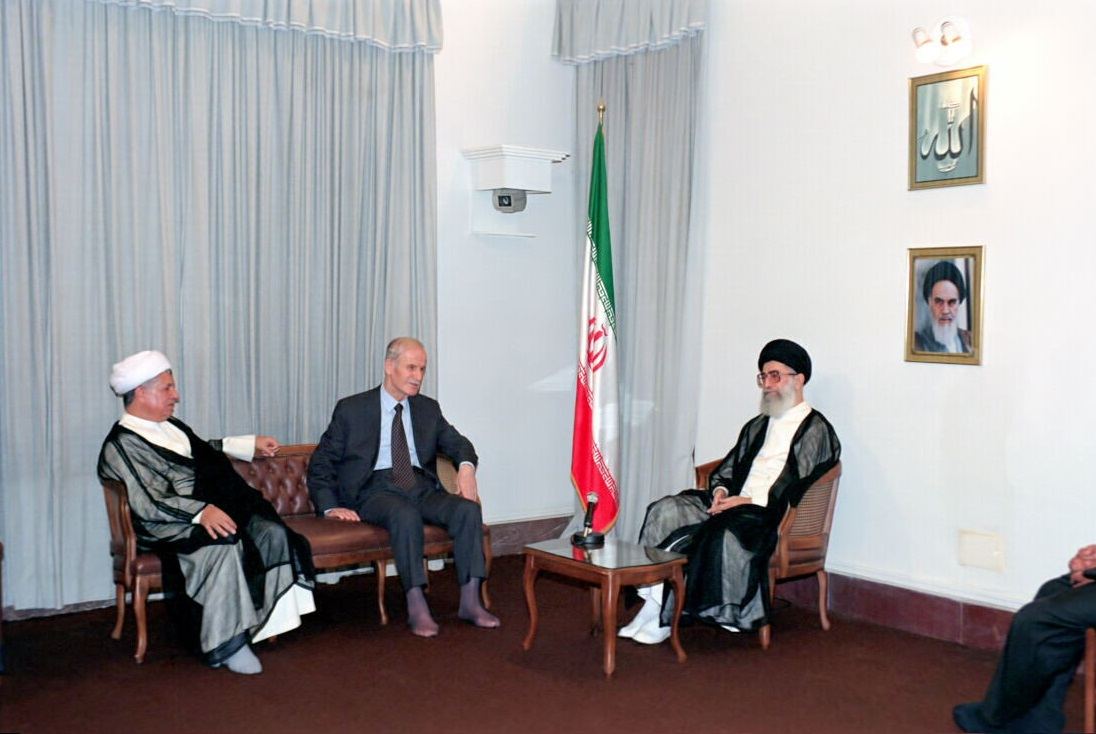
1997年，敘利亞總統哈菲茲·阿薩德訪問伊朗，在伊朗總統阿克巴爾·哈什米·拉夫桑賈尼的陪同下於德黑蘭覲見伊朗最高領袖阿里·哈梅內伊。

2000年，當哈菲茲的兒子巴沙爾·阿薩德接任敘利亞總統時，該聯盟加深了。隨後發生的伊拉克戰爭、雪杉革命和2006年以黎衝突等事件拉近了兩國之間的距離。敘利亞在政治和軍事支持方面越來越依賴伊朗，因為阿薩德在此期間無法與其他阿拉伯大國保持良好關係。
2006年6月16日，伊朗和敘利亞國防部長簽署了一項軍事合作協議，以應對他們所謂的以色列和美國提出的“共同威脅”。協議的細節沒有具體說明，但伊朗國防部長納賈爾表示，“伊朗將敘利亞的安全視為自己的安全，我們認為我們的防禦能力屬於敘利亞。” 這次訪問還導致伊朗向敘利亞出售軍事裝備。除了獲得軍事硬件外，伊朗還不斷向敘利亞經濟投資數十億美元。
目前，伊朗正在敘利亞實施多個工業項目，包括水泥廠、汽車裝配線、發電廠和筒倉建設。伊朗還計劃在未來建立一家伊朗-敘利亞聯合銀行。2007年2月17日，艾哈邁迪內賈德總統和巴沙爾·阿薩德總統在德黑蘭會面。艾哈邁迪內賈德隨後宣布，兩國將結成聯盟，以打擊美國和以色列針對伊斯蘭世界的陰謀。
伊朗總統哈桑·魯哈尼在2013年8月3日就職典禮當天表示，伊朗與敘利亞的聯盟將持續下去。

### 敘利亞內戰
自2011年以來的敘利亞內戰期間，伊朗向敘利亞政府提供了援助。《衛報》報導，據一位伊朗駐大馬士革的外交官稱，2011年5月伊朗革命衛隊提高了對敘利亞的“技術支持和人員支持水平”，以加強敘利亞“應對抗議者的能力”。伊朗高級外交政策顧問阿里·阿克巴尔·韦拉亚提宣稱：“伊朗不打算失去對以色列的黃金平衡。”
據報導，伊朗協助敘利亞政府向其運送防暴設備、情報監測技術和石油。它還同意在拉塔基亞國際機場資助一個大型軍事基地。《每日電訊報》在2011年8月聲稱，一名前敘利亞秘密警察成員報告稱，“伊朗狙擊手”已部署在敘利亞協助鎮壓抗議活動。根據美國政府的說法，穆赫辛·奇扎里（Mohsen Chizari，聖城旅的第三號人物）訪問了敘利亞，培訓安全部門以對抗抗議者。
2011年6月下旬，伊朗最高領袖阿里·哈梅內伊在談到敘利亞反政府示威時表示：“在敘利亞，美國和以色列伸出的那隻手是顯而易見的”；對於敘利亞政府，他表示：“只要有伊斯蘭運動、民粹主義運動和反美運動，我們都予以支持。”其他伊朗官員也發表了類似的聲明，認定美國政府是示威的始作俑者。然而，在8月下旬，伊朗外交部長阿里·阿克巴爾·薩利希發表聲明，敦促敘利亞政府“回應人民的需求。”
敘利亞持不同政見者和學者穆爾哈夫·朱埃加蒂認為，如果當前的敘利亞親伊朗政府被推翻，伊朗對其在敘利亞的利益應急計劃是在種族上分裂該國，以使伊朗能夠支持一個獨立的阿拉維派國家。
伊朗一直在派兵參加敘利亞內戰。這些部隊擔任敘利亞軍隊的顧問、安全人員、特種部隊、技術人員和前線部隊。包括軍官和將軍在內的幾名伊朗高級軍隊在敘利亞的戰鬥中喪生。據德國之聲報導，伊朗一直在與敘利亞的分離武裝分子作戰，特別是溫和派和極端派別，以及直接和間接的針對伊斯蘭國。
2017年6月，伊朗向敘利亞發射導彈，瞄準伊斯蘭國武裝分子，以報復伊斯蘭國在德黑蘭發動的恐怖襲擊，這次報復行動造成18人死亡。據路透社報導，伊朗多次堅持要求所有未經合法許可的外國軍隊都應尊重敘利亞的領土完整併撤離該國。
2023年5月3日，叙利亚总统巴沙尔·阿萨德在大马士革与到访的伊朗总统易卜拉欣·莱希举行会谈，这是伊朗总统自2011年叙利亚危机爆发以来对叙利亚的首次访问。

### 阿薩德政權垮台後
2024年末，阿薩德政權軍隊在11天內戲劇性地崩潰，迫使伊朗在這期間開始從敘利亞撤軍。伊朗駐敘大使館也被敘利亞人破壞。這被外界視為德黑蘭在中東的巨大挫折。敘利亞新政府於2025年初禁止伊朗人進入敘利亞。

## 文化交流

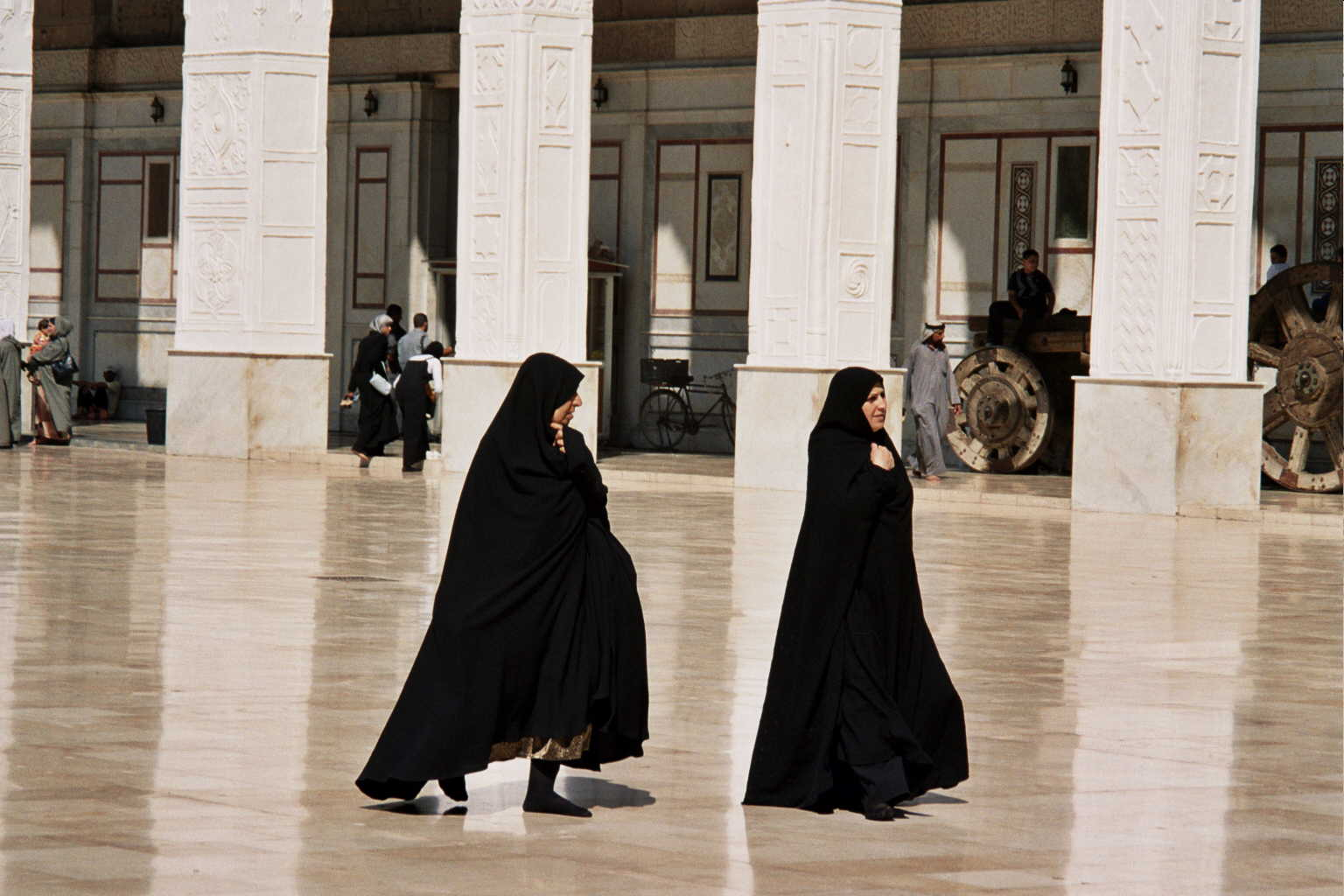
伊朗朝聖者在大馬士革倭馬亞清真寺。

伊朗於1983年在敘利亞開設了第一個文化中心，位於大馬士革的梅泽赫社區，後搬至烈士廣場旁的大馬士革中心。該中心的目標包括增進兩國間的文化、科學和宗教交流，以及成為伊朗伊斯蘭文化和波斯語的論壇。該文化中心與四所敘利亞大學合作，鼓勵波斯語教學。
雖然伊朗展現出將其文化傳播至敘利亞的信念，但敘利亞並沒有像伊朗人學習阿拉伯語那樣有動力將其文化傳播到伊朗。直到2005年，敘利亞才在伊朗開設了第一個文化中心，這對尋求提升阿拉伯語水平的伊朗人而言很受歡迎。
伊朗和敘利亞之間最大的文化聯繫來自宗教旅遊。2008年，有33萬3千名伊朗遊客前往敘利亞觀光，其中大多數是前往薩伊德·扎伊納布清真寺和賽義達·魯蓋亞清真寺等聖地進行宗教朝聖，伊朗協助敘利亞修繕和擴建了這兩個聖地。同樣，伊朗在拉卡協助修復陵墓（Uways al-Qarani和Ammar ibn Yasir兩聖殿）。根據一本撰寫關於敘利亞和伊朗之間文化交流之書的作者納迪亞·馮·馬爾察恩（Nadia von Maltzahn）表示，來自伊朗的大量宗教旅遊讓敘利亞人認為，所有伊朗人都是“信教的、背景溫和的、保守的，這並沒有打動更多敘利亞人前往伊朗觀光。”

## 領土主張
2024年5月的阿拉伯聯盟峰會上，當時的敘利亞復興黨政權支持阿拉伯聯合大公國對被伊朗在1971年佔領的阿布穆薩和大小通布的主張，引起伊朗官媒的批評。